# Мезопауза
Мезопауза (грч. mesos — средњи и грч. pausis — прекид) је прелазни слој између мезосфере и термосфере дебљине око пет километара и налази се на висини од 80.000 до 85.000 метара изнад Земље. Одликује га престанак пада температуре који је карактеристичан за мезосферу и она се зауставља на приближно —75 °C до —80 °C, након чега започиње њен пораст. У овом слоју има сребрнастих облака.